# Nakajima Ki-84
Die Nakajima Ki-84 Hayate (jap. 四式戦闘機「疾風」, Yon-shiki sentōki „Hayate“, dt. Jagdflugzeug Typ 4 Sturmwind, alliierter Codename: Frank) war im letzten Jahr des Pazifikkrieges das leistungsfähigste Jagdflugzeug der japanischen Heeresluftwaffe.

## Entwicklung
Die Planung der Ki-84 startete kurz nach Beginn des Pazifikkrieges. Sie sollte die Antwort auf die in den USA entwickelten Jäger sein und als Nachfolger für die Nakajima Ki-43 dienen.
Die japanische Heeresluftwaffe verlangte, dass die Ki-84 die Wendigkeit der Ki-43 und die Geschwindigkeit und Steigfähigkeit der Ki-44 haben sollte. Gleichzeitig sollte das Flugzeug mit einer Panzerung und selbstabdichtenden Treibstofftanks ausgerüstet werden.
Als Motor sollte ein luftgekühlter 18-Zylinder-Doppelsternmotor Nakajima Ha-45 mit 1926 PS zum Einsatz kommen. Zwei 12,7-mm-Typ-1-MGs (Ho-103) und zwei 20-mm-Ho-5-Kanonen bildeten die Bewaffnung der geplanten Ki-84.
Größe und Auslegung der Ki-84 entsprachen etwa denen der ebenfalls von Nakajima hergestellten sehr erfolgreichen Ki-43; die verbesserte Leistungsfähigkeit wurde im Wesentlichen durch den erheblich stärkeren Motor erzielt.
Im April 1943 startete vom Luftstützpunkt Ojima der Prototyp der Ki-84 zum ersten Flug. Nach einigen Modifikationen erreichte der vierte Prototyp im Geradeausflug eine Geschwindigkeit von 634 km/h in einer Höhe von 6650 m. Im Sturzflug konnten Geschwindigkeiten von 798 km/h erreicht werden.
Im Oktober 1943 fanden weitere Tests der Ki-84 unter Einsatzbedingungen statt. Die Einsätze waren für alle sehr zufriedenstellend, und die Serienproduktion lief unter der Bezeichnung Ki-84-Ia an.
Die Ki-84 erreichte ähnliche Flugleistungen wie ihre Gegner, z. B. die Vought F4U oder auch die North American P-51. Während die Höchstgeschwindigkeit nicht ganz das Niveau der US-amerikanischen Jäger erreichte, war die Ki-84 durch ihr geringes Gewicht deutlich wendiger und konnte auch besser steigen. Das Leistungspotential des Typs konnte allerdings mangels hochoktanigen Flugbenzins nicht voll ausgeschöpft werden. Gegen Ende des Krieges stand der japanischen Heeresluftwaffe nur niederoktaniges Flugbenzin zur Verfügung, das den verwendbaren Ladedruck und damit die Motorleistung begrenzte.
Japan benötigte dieses Flugzeug in den letzten Monaten des Krieges so dringend, dass geplant wurde, in unterirdischen Fabrikanlagen monatlich 200 Stück dieses Typs herzustellen.

## Einsatz

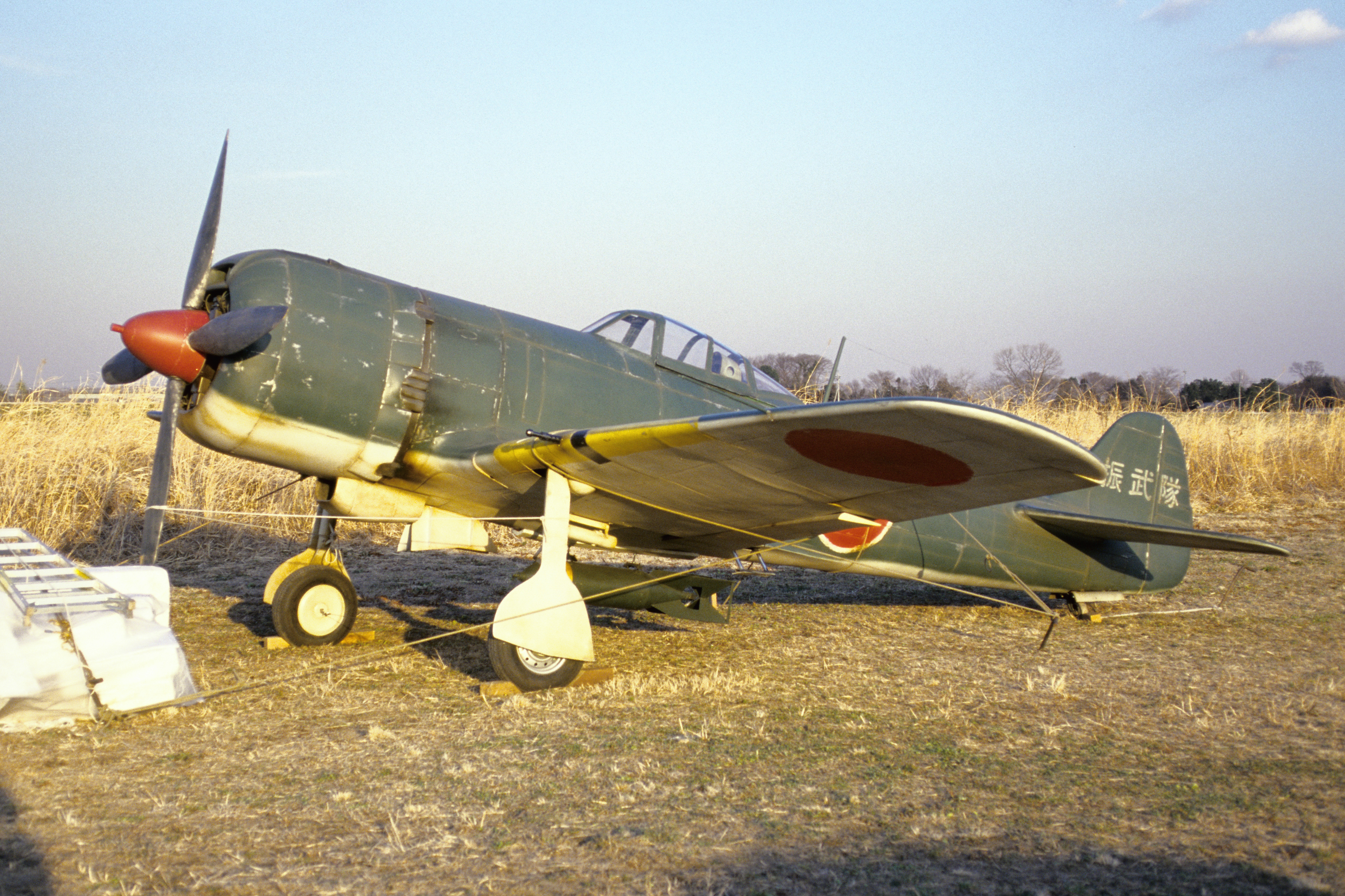
Ki-84-Attrappe

Neben ihrer Rolle als Abfangjäger erzielte die Ki-84 auch beachtliche Erfolge als Sturzkampfflugzeug und auf Langstreckeneinsätzen. Auch wenn die Ki-84 ursprünglich für die Offensive entwickelt worden war, kam sie auf Grund der Lage Japans in den letzten Kriegswochen für den Schutz der japanischen Kerninseln zum Einsatz.
Am 15. April 1945 flogen elf Ki-84 einen Überraschungsangriff auf den US-amerikanischen Flugplatz auf Okinawa. Eine beträchtliche Anzahl US-amerikanischer Flugzeuge wurde zerstört, es kamen aber nur drei der elf Flugzeuge wieder zurück.
Weitere Einsatzgebiete neben den japanischen Kerninseln waren die Philippinen, Okinawa, Taiwan und Süd-Ost-Asien.
Die Ki-84 blieb im Einsatz in der Motorleistung beschränkt, da alle in den Einsatzversionen verwendeten Homare-Motoren auf 2900/min bei +250 mm Hg Ladedruck begrenzt waren. Die Prototypen waren mit erheblich höherer Motorleistung bei 3000/min und +350 mm Hg Ladedruck getestet worden. Trotz Detailverbesserungen gegenüber den Prototypen – insbesondere der Einführung von Einzelauspuffdüsen, um den Schub des Abgasstrahls zur Geschwindigkeitssteigerung zu nutzen – blieb die Höchstgeschwindigkeit der Ki-84 daher mit 624 km/h in etwa 6,5 Kilometern Höhe relativ niedrig. Trotz der Schwächen in großen bis mittleren Höhen wurde die Ki-84 vor allem in niedrigen Höhen von den Alliierten als ernst zu nehmender Gegner betrachtet.
Große Probleme gab es mit der Qualität. Die japanische Wirtschaft befand sich in einem desolaten Zustand. Das für den Flugzeugbau notwendige Material konnte oft – wenn überhaupt – nur mit Verspätung bereitgestellt werden. Die Industrie lag, insbesondere in den letzten Monaten, im Visier der US-amerikanischen Bomber. So gelang es Japan nicht mehr, genügend Hochleistungsstahl zu produzieren, der Zähigkeit, Bruchfestigkeit, Ermüdungsresistenz auf der einen Seite und Härte auf der anderen Seite verband. Zudem wurden erfahrene Arbeiter zum Militärdienst eingezogen, so wie auch im Deutschen Reich.
Dies führte dazu, dass die Qualität der Flugzeuge enorm litt; die Leistung wurde von Flugzeug zu Flugzeug geringer und die Technik unzuverlässiger. Oftmals kam es zu Defekten an der Hydraulik oder am Einspritzsystem des Motors oder zu Defekten wegen der mangelnden Güte des Stahls. Eine andere Fehlerquelle war, dass das Fahrwerk wegen minderwertiger Materialqualität und Ermüdung oftmals brach. Viele der Ki-84 wurden daher bei der Landung zerstört, ohne dass sie im Luftkampf auch nur den geringsten Schaden hatten erleiden müssen.

## Konstruktion
Wie die von Nakajima hergestellten Vorgängermodelle war auch die Ki-84 ein freitragender Ganzmetall-Tiefdecker mit Einziehfahrwerk und luftgekühltem Sternmotor.

## Versionen
Ki-84-I

Erste Serienversion.
Ki-84-II

Zweite Serienversion, baugleich mit der Ki-84-I, abgesehen davon, dass der hintere Flugzeugrumpf, einige Beschläge und die Tragflächenspitzen aus Holz gefertigt wurden, Unterschiede zur Ki-84-I sind in der Datentabelle aufgeführt.
Ki-84-III

Die Ki-84-III war für den Einsatz in sehr großen Höhen gedacht; dem kam jedoch das Kriegsende zuvor, ein Prototyp wurde nicht gebaut. Als Antrieb sollte der Nakajima Ha-45-Ru zum Einsatz kommen, der mit einem Turbolader ausgerüstet war.
Ki-106

Um Aluminium einzusparen, wurde diese Version der Ki-84 komplett aus Holz gebaut. Als Antrieb wurde der Nakajima Ha-45 Modell 21 eingesetzt. Allerdings erhöhte sich das Gewicht durch den Einsatz des Holzes um knapp 280 Kilogramm, was sich negativ auf Kurven- und Steigrate auswirkte. Von diesem Typ wurden nur drei Prototypen gebaut.
Ki-113

Bei dieser Version der Ki-84-Ib wurde an vielen Stellen Stahl eingesetzt, um Aluminium zu sparen. Der Prototyp hob allerdings wegen massiver Gewichtsprobleme nie ab.
Ki-116

Wegen der Zuverlässigkeitsprobleme mit dem Nakajima Ha-45 setzte man einer Ki-84-I einen Mitsubishi Ha-33 Modell 62 mit 1520 PS ein. Da dieser Motor wesentlich leichter als der Nakajima war, musste, um den Schwerpunkt zu erhalten, die Motoraufhängung verlängert werden. Gleichzeitig wurde auch das Heck modifiziert. Insgesamt sparte man damit gegenüber der normalen Ki-84 fast 450 kg an Gewicht ein. Ein Prototyp wurde gebaut, das Projekt wurde aber mit dem Ende des Krieges gestoppt.
Ki-84N (Ki-117)

Die N-Version wurde als Abfangjäger für große Höhen konzipiert. Dazu wurde die Flügelfläche vergrößert und ein stärkerer Motor Nakajima Ha-44 Modell 13 mit 2535 PS eingesetzt. Zum Kriegsende befand sich dieser Typ aber noch in der Planung.
Ki-84P

Dies war ein weiterer Abfangjäger für große Höhen. Der Unterschied zur Ki-84N bestand lediglich in nochmals vergrößerten Tragflächen. Zugunsten der Ki-84N wurde die Entwicklung eingestellt.
Ki-84R

Eine weitere Version für große Höhen, die baugleich mit der Ki-84-I war. Als Motor wurde allerdings der 2028 PS leistende Nakajima Ha-45 Modell 44 eingesetzt, der zusätzlich über einen zweistufigen Kompressor verfügte. Der Bau des Prototyps wurde aber nicht mehr abgeschlossen.

## Technische Daten

Dreiseitenriss

| Kenngröße             | Daten (Ki-84-Ia, Ib, Ic) | Daten (Ki-84-II) |
| --------------------- | --- | --- |
| Länge                 | 9,92 m | 9,92 m |
| Spannweite            | 11,24 m | 11,24 m |
| Höhe                  | 3,39 m | 3,39 m |
| Leermasse             | 2.659 kg | |
| Startmasse            | norm. 3.608 kg max. 3.890 kg | max. 3.853 kg |
| Antrieb               | Nakajima Ha-45 Modell 11, 1.825 PS (1.342 kW) Nakajima Ha-45 Modell 12, 1.850 PS (1.361 kW) Nakajima Ha-45 Modell 21, 2.018 PS (1.484 kW) Nakajima Ha-45 Modell 23, 1.926 PS (1.417 kW) | Nakajima Ha-45 Modell 21, 2.018 PS (1.484 kW) Nakajima Ha-45 Modell 23, 1.926 PS (1.417 kW) Nakajima Ha-45 Modell 25, 2.028 PS (1.492 kW) |
| Höchstgeschwindigkeit | 631 km/h in 6.120 m | 669 km/h |
| Marschgeschwindigkeit | 446 km/h | |
| Dienstgipfelhöhe      | 10.500 m | 10.500 m |
| max. Reichweite       | 2.168 km | 2.170 km |
| Bewaffnung            | zwei 12,7-mm-Ho-103-MGs, zwei 20-mm-Ho-5-Kanonen (Ia) vier 20-mm-Ho-5-Kanonen (Ib) zwei 20-mm-Ho-5-Kanonen, zwei 30-mm-Ho-105-Kanonen (Ic)                                              | vier 20-mm-Ho-5-Kanonen oder zwei 20-mm-Ho-5-Kanonen, zwei 30-mm-Ho-105-Kanonen                                                           |
| Außenlast             | zwei 250-kg-Bomben oder zwei Zusatztanks | zwei 250-kg-Bomben oder zwei Zusatztanks                                                                                                  |

## Nutzer

### Zweiter Weltkrieg
Japan
- Kaiserlich Japanische Heeresluftstreitkräfte: von März 1944 bis Kriegsende eingesetzt.[1]

### Nachkriegszeit
Volksrepublik China
- Luftstreitkräfte der Chinesischen Roten Armee: Nach Kriegsende im Norden Chinas und der Mandschurei erbeutet. Im Chinesischen Bürgerkrieg überwiegend zur Luftnahunterstützung eingesetzt.
- Luftstreitkräfte der Volksrepublik China: Nach Gründung im Juli 1946 Übernahme der Ki-84 der Luftstreitkräfte der Chinesischen Roten Armee. Nur noch sporadisch eingesetzt und bis 1950 außer Dienst gestellt.[2]

 China
- Luftstreitkräfte der Republik China: Nach Kriegsende um Peking, Nanjing und Hankou erbeutet. Nur in geringer Stückzahl am Kampfgeschehen des Chinesischen Bürgerkriegs beteiligt, da sie als Reserve im Falle eines Lieferstopps amerikanischer Rüstungsgüter dienen sollten. Bis 1949 ausgemustert.[2]

## Verbleib
Nur ein Exemplar ist bis heute erhalten geblieben. Die Ki-84-I Ko mit der Seriennummer 1446 wurde im August 1944 ausgeliefert und flog mit der 11. Hikō Sentai, 2. Chūtai, bis sie im Januar 1945 auf der Clark Air Base zurückgelassen wurde. Am 31. Januar wurde sie dort von Truppen der United States Army erbeutet und zur Evaluierung an die Allied Technical Intelligence Unit übergeben, unter der sie die Hecknummer S17 erhielt. Nach Kriegsende wurde die Maschine an Bord der USS Long Island in die USA verschifft, wo sie nach weiteren Tests eingelagert wurde. 1952 erwarb Edward T. Maloney, späterer Besitzer des Planes of Fame Air Museum, die Frank, welche nach erfolgreicher Restauration mit dem zivilen Luftfahrzeugkennzeichen N3385G flog. 1973 wurde sie nach Japan überführt und war, bis zu dessen Schließung 1991, im Arashyama Museum bei Kyoto ausgestellt. Seit 1997 ist die Ki-84 im Chiran Peace Museum in der Präfektur Kagoshima zu besichtigen.